# 品酒要在成為夫妻後
《品酒要在成為夫妻後》是由CRYSTAL洋介創作的日本漫畫作品，从2015年4月3日至2019年7月19日在小學館的網路漫畫網站《Yawaraka Spirits》連載，截至2017年4月，累計發行量超過25萬冊。電視動畫由Creators in Pack製作，2017年10月3日至12月26日在Tokyo MX等電視台播出。
本作在2016年的《下一部人氣漫畫大賞》獲選為網路漫畫類別第5名。

## 故事簡介
擔任公司主任的水澤千里能力出眾而不多話，受到身邊人們的尊敬。千里回到家後喜歡喝丈夫調製的雞尾酒，喝醉的她會展現出與工作時截然不同的模樣。

## 登場人物

### 主要人物
水澤千里（聲：喜多村英梨）
生日：11月22日／年齡：28歲／身高：159cm／體重：52kg／血型：A型／出身：長野縣
本作主人公。愛稱「千醬」（僅限壮良），婚前舊姓山賀。有部分法國裔血統。
留學歸來後在一家公司擔任主任。不善於表達情感，但對待工作十分沉默嚴肅，深受信賴。喜歡喝酒，有著容易在短時間內醉酒的體質。在喝醉後常常會不經意間解開馬尾辮、摘下眼鏡並感嘆「幸福」。知道自己酒後的情況所以一直忍著不在下屬或同事面前喝酒（131話時在茅崎和小春結婚典禮上喝了酒）。
非常喜歡壮良。家務全由丈夫壯良負責。喜歡收集「檸檬男」形象的物品。漫畫結局最後與壯良育有一子。
水澤壮良（聲：市來光弘）
生日：3月10日／身高：172cm／體重：62kg／血型：O型／出身：東京都
千里的丈夫，暱稱「Sora」。家具設計師。性格溫柔。以抱石和飛鏢為愛好。
在母子家庭中長大。因爲母親愛喝酒的緣故，在20歲時走上調酒師的道路，曾在「No Rest」酒吧工作，對鷄尾酒調配和開胃菜配方非常熟悉，現在偶爾也會在閑時到「No Rest」酒吧做幫手。
對千里十分溫柔，負責家裡所有家務，也經常在千里回家時調酒給千里喝，是位十分理想的丈夫。漫畫結局最後與千里育有一子。

### 同事
白石結（聲：朝井彩加）
生日：2月20日／身高：160cm／體重：48kg／血型：B型／出身：群馬縣
千里的同事。有兩個姐妹。工作非常投入，性格嚴肅，總會盡量保持安靜，討厭嘈雜的地方。
將千里視作競爭對手但也非常喜歡和憧憬千里。喝醉後會表現出少女的一面。與丈夫正樹約定在喝醉後將她帶回家。
櫻井小春（聲：仲田亞里沙）
生日：7月2日／身高：156cm／體重：51kg／血型：A型／出身：北海道
千里的属下。性格活潑，處事認真，经常得到千里的帮助。決心臺詞為「幸福」。即便已經工作，但仍然住在家裏，尚未完全獨立。
喜歡到處探訪酒館，但酒品不太好，又容易忍不住喝醉。相親時因爲喝得爛醉如泥所以被攪黃。學生時代的綽號是「無櫻無春」。在和青年茅崎見面後逐漸縮短與他的距離。
楓
千里的前輩職員。被小春稱呼為「姐姐」。以有偉大理想爲由而不願結婚。喜歡喝香檳。
末永
千里的同事，身材矮小。平日沉默寡言，但打遊戲時會變得毒舌，常因在楓面前口無遮攔受到楓的懲罰。不能喝酒。厭倦戀愛與婚姻。
茅崎
千里就職公司的新職員。常和小春在一起，了解到她意想不到的一面而對其有好感。有兩個姐妹。曾經見過結婚之前的千里和壮良以及學生時代的小春，但本人並不記得。
其家族有經營一家叫「茅崎」的小酒館，工作回家後會進酒館裡幫忙，對鷄尾酒有一定瞭解。
科長（聲：石塚運昇）
千里就職公司所在部門的經理。一位灰白頭髮的老年男性。非常瞭解鷄尾酒。有一個名叫「佳苗」的孫女。

### 親屬
白石正樹（聲：赤羽根健治）
白石結的丈夫。公司職員。戴眼鏡，表情嚴肅。與白石結同年，經常和白石結吵架，但實際上兩人相處得很好。在一次偶然的幫助中與壮良熟識。
山賀
千里的父親。退休人員。一名酒鬼，常常独自一人饮酒，但平日里沉默寡言，容易害羞。據認為並不贊同千里與壮良的婚姻，千里也不贊同父親為何不喜歡壯良的想法就是。口癖為「至福」」，千里喝酒後會說出這句話應該是遺傳自他而來，同時喝酒之後也比較能夠坦承心裡話。對自己的寶貝女兒千里挑選酒類的眼光讚譽有加。
千里的母親
法日混血。性格開朗。與女兒一樣喜歡「檸檬男」。
壮良的母親
喜歡以波波頭為髮型的中年婦女。行爲古怪，非常奔放。

### 好友
瓦妮莎（Vanessa）
法國人。千里在大學時代的好友。會説一些帶關西腔的日語。性格上較為奔放大膽，在千里跟壯良交往初期提供了千里很多約會打扮方面的建議，但因為有些建議的穿著太暴露，千里本身臉皮薄所以後來就沒有採用。
輕飄美
小春在大學時代的好友，同時也是她在聯誼會上的同伴。
神光子
小春的好友，本名薰子。黑髮女性，職業為命理師。

### 其他
Master（聲：坂卷學）
「No Rest」酒吧的老闆，也是壮良的師傅。曾告誡經常光顧酒吧的小春不要自暴自棄，要展現出年长、经验丰富的一面。
檸檬男（聲：山口翔平）
某啤酒廠製造的吉祥物。有許多相關的衍生物品（如玩偶、茶杯、日曆等）。雖然已經不再具備其產品公關的作用，但直到現在仍然在年輕人之間有著相當高的崇拜熱度。

## 出版書籍
| 冊數 | 小學館         | 小學館                 | 青文出版社     | 青文出版社             |
| 冊數 | 發售日期       | ISBN                   | 發售日期       | EAN                    |
| ---- | -------------- | ---------------------- | -------------- | ---------------------- |
| 1    | 2015年10月9日  | ISBN 978-4-09-187250-0 | 2017年11月9日  | EAN 4-718016-026742    |
| 2    | 2016年1月12日  | ISBN 978-4-09-187384-2 | 2018年1月11日  | EAN 4-718016-027183    |
| 3    | 2016年5月12日  | ISBN 978-4-09-187685-0 | 2018年2月12日  | EAN 4-718016-027695    |
| 4    | 2016年8月12日  | ISBN 978-4-09-187814-4 | 2018年10月17日 | ISBN 978-986-356-622-9 |
| 5    | 2016年12月12日 | ISBN 978-4-09-189310-9 | 待定           | 待定                   |
| 6    | 2017年5月12日  | ISBN 978-4-09-189459-5 | 待定           | 待定                   |
| 7    | 2017年9月29日  | ISBN 978-4-09-189670-4 | 待定           | 待定                   |
| 8    | 2017年12月12日 | ISBN 978-4-09-189742-8 | 待定           | 待定                   |
| 9    | 2018年4月12日  | ISBN 978-4-09-189846-3 | 待定           | 待定                   |
| 10   | 2018年8月9日   | ISBN 978-4-09-860095-3 | 待定           | 待定                   |
| 11   | 2019年4月12日  | ISBN 978-4-09-860262-9 | 待定           | 待定                   |
| 12   | 2019年9月12日  | ISBN 978-4-09-860344-2 | 待定           | 待定                   |

## 電視動畫

### 製作人員
- 原作：CRYSTAL洋介（小學館《Yawaraka Spirits（日语：やわらかスピリッツ）》連載中）[6]
- 總導演、音響導演：平澤久義[6]
- 導演：橘[6]
- 人物設定：花井柚都子[6]
- 劇本統籌、編劇：WORDS in STEREO[6]
- 美術監督：青木伽耶
- 色彩設計：空久保美貴[6]
- 攝影指導：林幸司[6]
- 音樂：ISAO
- 製作人：田中亮祐、吉尾宗太、和智恭矢、相島豪太、齋藤宙央
- 動畫製作人：畑中太一[6]
- 動畫製作：Creators in Pack[6]
- 製作：「品酒要在成為夫妻後」製作委員會

### 主題曲
「Don't Let Me Down」
作詞：Mizki，作曲：小田桐結城，編曲：中谷信行、小田桐結城，主唱：Cellchrome

### 各話列表
| 話數           | 日文標題 | 中文標題       | 分鏡         | 演出         | 作畫監督            | 總作畫監督 |
| -------------- | -------- | -------------- | ------------ | ------------ | ------------------- | ---------- |
| 第一杯         |          | 調製梅酒       | 橘           | 橘           | 花井柚都子          | 不適用     |
| 第二杯         |          | 蜜柑酒         | 橘           | 橘           | 花井柚都子          | 不適用     |
| 第三杯         |          | 灰姑娘         | 橘           | 橘           | 花井柚都子          | 不適用     |
| 第四杯         |          | 氣泡白葡萄酒   | 橘           | 橘           | 中武學              | 花井柚都子 |
| 第五杯         |          | 特製香蕉雞尾酒 | 橘           | 橘           |                     | 花井柚都子 |
| 第六杯         |          | 貝里尼         | 藤崎有       | 藤崎有       | 花井柚都子          | 不適用     |
| 第七杯         |          | 愛爾蘭咖啡     | 日下部智津子 | 日下部智津子 | 松林志穗美          | 花井柚都子 |
| 第八杯         |          | 雞蛋酒         | 山崎理       | 山崎理       |                     | 花井柚都子 |
| 第九杯         |          | 贊明           | 藤崎有       | 藤崎有       | 花井柚都子          | 不適用     |
| 第十杯         |          | 香蒂格夫       | 伊東優一     | 伊東優一     | 芳我惠理子          | 花井柚都子 |
| 第十一杯       |          | 雨夜           | 藤崎有       | 藤崎有       |                     | 花井柚都子 |
| 第十二杯       |          | 第一次         | 橘 藤崎有    | 橘           |                     | 花井柚都子 |
| 第十三杯       |          | 芒果沙冰雞尾酒 | 橘           | 橘           |                     | 花井柚都子 |
| 第十四杯 (OVA) |          | 柚子熱酒       | 太田里香     | 太田里香     | 高田奈央子 太田里香 | 花井柚都子 |

### 播放單位
日本深夜動畫：下文記載的日本国内播放時間使用日本標準時間（UTC+9）表示。因為部分時間标识會採用30小时制，因此請留意这类超过24:00的时间，其實際播放時間為翌日清晨。
| 播放地區 | 播放電視台 | 播放日期                     | 播放時間（UTC+9）                       | 所屬聯播網 | 備註   |
| -------- | ---------- | ---------------------------- | --------------------------------------- | ---------- | ------ |
| 東京都   | TOKYO MX   | 2017年10月3日－12月26日      | 星期二 25時00分－25時05分（星期二深夜） | 獨立UHF局  | 不適用 |
| 兵庫縣   | SUN電視台  | 2017年10月3日－12月26日      | 星期二 26時00分－26時05分（星期二深夜） | 獨立UHF局  | 不適用 |
| 日本全國 | AT-X       | 2017年10月10日－2018年1月2日 | 星期二 22時15分－22時20分               | 衛星電視   | 有重播 |
| 日本全國 | AbemaTV    | 2017年10月3日－12月26日      | 星期二 25時00分－25時05分（星期二深夜） | 網絡電視   | 不適用 |
| 日本全國 | GYAO!      | 2017年10月4日－12月27日      | 星期三 23時35分－23時40分               | 網絡電視   | 不適用 |

| 播放地區 | 播放電視台  | 播放日期     | 播放時間（UTC+8）  | 所屬聯播網  | 備註           |
| -------- | ----------- | ------------ | ------------------ | ----------- | -------------- |
| 臺灣     | i-Fun動漫台 | 2019年1月1日 | 20時30分－21時30分 | 中華電信MOD | 全13集一次連播 |

| 播放地區 | 播放電視台     | 播放日期                | 播放時間（UTC+8）    | 所屬聯播網 | 備註         |
| -------- | -------------- | ----------------------- | -------------------- | ---------- | ------------ |
| 中國大陸 | bilibili       | 2017年10月4日－12月27日 | 星期三 00時05分 更新 | 網絡電視   | 簡體中文字幕 |
| 台灣     | bilibili       | 2017年10月4日－12月27日 | 星期三 01時05分 更新 | 網絡電視   | 繁體中文字幕 |
| 台灣     | 巴哈姆特動畫瘋 | 2017年10月4日－12月27日 | 星期三 01時10分 更新 | 網絡電視   | 繁體中文字幕 |
| 台灣     | LiTV 線上影視  | 2017年10月4日－12月27日 | 星期三 更新          | 網絡電視   | 繁體中文字幕 |
| 香港     | Viu            | 2017年10月4日－12月27日 | 星期三 更新          | 網絡電視   | 繁體中文字幕 |

### BD
| 卷數   | 發行日期       | 收錄話數       | 規格編號   |
| ------ | -------------- | -------------- | ---------- |
| 1      | 2018年1月24日  | 第1話－第5話   | VPXY-71574 |
| 2      | 2018年2月21日  | 第6話－第9話   | VPXY-71575 |
| 3      | 2018年3月21日  | 第10話－第13話 | VPXY-71576 |
| 動畫版 | 2018年11月18日 | 第1話－第14話  | VPXY-71652 |

### 小學館
1. ↑  . 小學館.   [2017-05-12]. （原始内容存档于2018-08-08） （日语）.
2. ↑  . 小學館.   [2017-05-12]. （原始内容存档于2018-08-08） （日语）.
3. ↑  . 小學館.   [2017-05-12]. （原始内容存档于2018-08-08） （日语）.
4. ↑  . 小學館.   [2017-05-12]. （原始内容存档于2018-08-08） （日语）.
5. ↑  . 小學館.   [2017-05-12]. （原始内容存档于2018-08-08） （日语）.
6. ↑  . 小學館.   [2017-05-12]. （原始内容存档于2018-08-08） （日语）.
7. ↑  . 小學館.   [2017-09-29]. （原始内容存档于2018-08-08） （日语）.
8. ↑  . 小學館.   [2017-12-12]. （原始内容存档于2018-08-08） （日语）.
9. ↑  . 小學館.   [2018-04-12]. （原始内容存档于2018-08-08） （日语）.
10. ↑  . 小學館.   [2018-08-09]. （原始内容存档于2018-08-08） （日语）.
11. ↑  . 小學館.   [2019-04-12]. （原始内容存档于2022-01-07） （日语）.
12. ↑  . 小學館.   [2019-09-12]. （原始内容存档于2020-11-04） （日语）.

### 青文出版社
1. ↑  . 青文出版社.   [2017-11-09]. （原始内容存档于2020-10-20）.
2. ↑  . 青文出版社.   [2018-01-09]. （原始内容存档于2020-04-03）.
3. ↑  . 青文出版社.   [2018-02-06]. （原始内容存档于2020-09-28）.
4. ↑  . 青文出版社.   [2018-10-17]. （原始内容存档于2020-10-24）.

## 外部連結
- 漫畫《品酒要在成為夫妻後》在《Yawaraka Spirits》的官方網站（页面存档备份，存于）（日語）
- 電視動畫《品酒要在成為夫妻後》官方網站（页面存档备份，存于）（日語）
- 《品酒要在成為夫妻後》官方的X（前Twitter）（日語）